# Драконовый национальный конгресс
Драконовый национальный конгресс — политическая партия, созданная в Непале беженцами из Бутана.

## История
Драконовый национальный конгресс является политической партией Бутана, в которой, несмотря на её название, состоят в основном непальские граждане. Партия была основана 16 июня 1994 года в столице Непала Катманду. Главой партии с момента её основания и до момента своей смерти (19 октября 2011 года) был Ронгтонг Кунлей Дорджи. В 1997 году он был арестован в Индии, но суды остановили его экстрадицию в Бутан.
26 августа 2010 года политические партии Бутана в изгнании сформировали политический блок Объединенный фронт за демократию в Бутане во главе с Ронгтонг Кунлей Дорджи. Офисы блока открылись в Катманду в ноябре 2010 года и, возможно, получают поддержку от непальского правительства.